# Eulenspiegel Verlagsgruppe
Die Eulenspiegel Verlagsgruppe, gegründet 1993 von  Matthias Oehme und Jacqueline Kühne, ist eine deutsche Verlagsgruppe mit Sitz in Berlin. Nach dem Erwerb von Rechten durch eine in Fortführung des Eulenspiegel Verlags 1991 gegründete Mitarbeiter-GmbH, firmierte sie zunächst als Verlagsgesellschaft Eulenspiegel / Das Neue Berlin. Sie vereinigt Buchverlage aus den Segmenten Belletristik, Sachbuch, Kinderbuch sowie Hörbuch. Der Gesellschaft gelang mit der Aufnahme weiterer Verlage eine breitere Aufstellung und die Eröffnung neuer Felder. Andererseits wurden frühere Werke bekannter Autoren weiter veröffentlicht, die zuvor überwiegend für den Eulenspiegel Verlag schrieben, und diese für die Mitarbeit gewonnen, wie Renate Holland-Moritz, Rudi Strahl, Ernst Röhl, Jochen Petersdorf, Hansgeorg Stengel, Peter Ensikat, Johannes Conrad und Heinz Jankofsky.
Ihren Sitz hatte die Verlagsgesellschaft zunächst in der Markgrafenstraße am Gendarmenmarkt, danach in der Torstraße in Berlin-Mitte, wo sie 13 Mitarbeiter beschäftigte. 
2014 ging der Verlag „Das Neue Berlin“ zum ersten Mal insolvent. Am 14. Dezember 2017 wurde erneut bekannt, dass die Verlagsgruppe die vorläufige Insolvenz angemeldet hat, die am 27. November 2017 vom Amtsgericht Berlin-Charlottenburg angeordnet wurde. Die Eulenspiegel Verlagsgruppe ersteigerte nach ihrer Konsolidierung unter anderem 2020 die deutschen Rechte von The Room Where It Happened, die Abrechnung des früheren Nationalen Sicherheitsberaters John R. Bolton mit US-Präsident Donald Trump.
2024 kam es erneut zur Insolvenz. Wie 2014 und 2017 entstanden Gläubigern, darunter Mitarbeitern, Autoren und anderen Rechteinhabern wie auch Sozialversicherungsträgern hohe Verluste. Doch die Gründer Matthias Oehme und Jacqueline Kühne setzen ihre Geschäftstätigkeit fort.
Aktuell (Juli 2025) ist die Eulenspiegel Verlagsgruppe eine Marke der Berliner Traditionsverlage GmbH.

## Eulenspiegel Verlag
Der Eulenspiegel-Verlag wurde im Jahr 1954 in der DDR gegründet und 1993 von der Treuhandanstalt abgewickelt. Danach war der Verlag Namensgeber der neu gegründeten Eulenspiegel Verlagsgruppe. Neben humoristisch-satirischer Literatur aus dem In- und Ausland finden sich Romane im Programm.

## Eulenspiegel Kinderbuchverlag
Im Jahr 2010 entstand der Eulenspiegel Kinderbuchverlag. Hier werden unter anderem DDR-Kinderbücher und Klassiker der Kinderbuchliteratur in neuer Gestaltung wieder aufgelegt.

## Das Neue Berlin
Der Verlag Das Neue Berlin wurde 1946 gegründet und war einer der größten und auflagenstärksten Verlage der DDR. In erster Linie wurden Taschenbücher in den Bereichen Krimi und Science Fiction herausgegeben. Eine der erfolgreichsten Krimi-Reihen der DDR war die „Delikte, Indizien, Ermittlungen“, kurz DIE-Reihe. Das Unternehmen wurde nach der Wende ebenfalls durch die Treuhandanstalt abgewickelt. 1993 wurde der Verlag in die Eulenspiegel Verlagsgruppe eingegliedert. Heute bilden Biografien und politische, historische sowie kriminologische Sachbücher die Schwerpunkte des Programms, ergänzt durch authentische Kriminalgeschichten. Berlin-Themen sind ebenfalls ein Programmbestandteil. Eine kleine Belletristik-Sparte veröffentlicht Werke einiger dem Verlag eng verbundener Autoren. Seit 2015 legt der Verlag außerdem die  DIE-Reihe als E-Book-Reihe wieder auf.

## Neues Leben
Der Verlag Neues Leben war einer der größten Belletristik-Verlage der DDR. 2004 wurde er in die Eulenspiegel Verlagsgruppe aufgenommen. Eine der wichtigsten Reihen des Verlags war „Spannend erzählt“. Hier erschienen u. a. Klassiker der internationalen Abenteuer- und Jugendliteratur. Heute publiziert der Verlag Sachbücher und Biografien aus den Bereichen Musik, Sport sowie Film und Theater. Die Themenfelder Literatur, erzähltes Leben und ausgewählte Bildbände gehören ebenfalls zum Programm.
Zu den Autoren gehören Dieter Birr von den Puhdys, Trainer Eduard Geyer und Moderator Hellmuth Henneberg.

## Aurora
Der Aurora Verlag für Kunst und Wissenschaft wurde 2009 als Imprint der Eulenspiegel Verlagsgruppe gegründet. Sein Programm widmet sich in erster Linie der Pflege und Erforschung des Werkes von Peter Hacks.

## Allpart
Im Frühjahr 2010 wurde der Allpart Verlag ins Leben gerufen. Er bot bis 2012 ein Programm von kulturgeschichtlichen Themen über Kochbücher bis hin zu einer Erotik-Reihe (Allpart Erotica).

## Edition Ost
Die Edition Ost wurde im Jahr 1991 gegründet und gehört als Imprint seit 2001 zur Eulenspiegel Verlagsgruppe. Edition Ost publiziert vor allem Literatur zu DDR-Themen. Laut Udo Baron (Verfassungsschutz Niedersachsen) veröffentlichen hier ehemalige Funktionäre des Macht- und Herrschaftsapparates der DDR ihre Geschichtsbilder.
Im November 2020 verklagte Florian Heyden, der Urenkel Walter Ulbrichts, den Verlag vor dem Landgericht Berlin wegen Verfälschung seines Buches Walter Ulbricht. Mein Urgroßvater. Daraufhin wurde es dem Verlag untersagt, Heyden als Autor zu nennen.

## Spotless
Der Spotless-Verlag gehört seit 2008 zur Eulenspiegel Verlagsgruppe.

## Militärverlag
Der 1956 gegründete Militärverlag war ein staatlicher Verlag in der DDR. Er wurde 2010 durch den Verlag Das Neue Berlin erworben und in die Eulenspiegel Verlagsgruppe integriert. Im Verlag erschienen bis 2013 Werke zum deutschen und internationalen Militärwesen, zur Geschichte der NVA und des Warschauer Pakts einschließlich Autobiografien von Militärs, zur Auseinandersetzung mit der aktuellen deutschen und internationalen Militär- und Sicherheitspolitik sowie zur regionalen Militärgeschichte.

## Verlag am Park
Der Verlag am Park wurde 1996 als Imprint der Edition Ost gegründet. Seit 2002 gehört er als eigenständiger Verlag zur Eulenspiegel Verlagsgruppe und publiziert biographische, belletristische und politisch-historische Texte.

## Olympia Press
1968 schuf Jörg Schröder, Inhaber des März Verlags, die deutsche Olympia Press. Er sah in der Veröffentlichung pornografischer Literatur eine Chance, das politisch und literarisch ambitionierte Programm des März Verlags zu finanzieren. Zuerst erschienen deutsche Übersetzungen von Veröffentlichungen des englischen Olympia Press Programms, später kamen eigene Veröffentlichungen hinzu. Als Imprint wurde der Verlag von 2012 bis 2015 innerhalb der Eulenspiegel Verlagsgruppe weitergeführt. Neben Neuauflagen bekannter Titel erschienen hier auch neue Originalausgaben.